# Bounarine
Ne doit pas être confondu avec Bennarain.
Le bounarine  (en arabe : بونارين) bounarin ou bin narayne, est un plat faisant partie de la cuisine algérienne,,.

## Origine et étymologie
Ce plat est originaire du Constantinois, plus précisément de la ville d'Annaba,,, de Constantine et de Skikda ; il est également préparé dans la ville de Cherchell. Son nom provient de l'arabe algérien bin narin, contracté en bounarine, signifiant « entre les feux », car sa préparation s'effectuait entre deux kanoun.

## Description
C'est une sorte de gratin à base de viande hachée, d'œufs, de fromage et d'épices. La version la plus connue est celle à la viande ou au poulet, avec des pommes de terre frites. La cuisson de ce plat se fait en deux fois. Premièrement, la cuisson de la viande (ou poulet) avec la viande hachée dans une sauce aux épices, ensuite après cuisson au feu, le plat est gratiné au four avec des œufs battus et du fromage,,.